# Saison 2 de FBI : Duo très spécial
Chronologie
Saison 1 Saison 3
Cet article présente les seize épisodes de la deuxième saison de la série télévisée américaine FBI : Duo très spécial / FBI : Flic et Escroc (White Collar).

## Synopsis
Neal Caffrey est un prisonnier arrêté après trois années de recherche. Alors qu'il ne lui reste que quatre mois à faire, afin que sa sentence de quatre ans soit complète, il s'échappe d'une prison fédérale dont le niveau de sécurité est maximal pour retrouver sa fiancée. Peter Burke, l'agent du FBI qui a capturé Caffrey, le retrouve. Cette fois, Caffrey donne à Burke des informations sur des preuves d'une autre affaire ; toutefois, cette information a un prix : Burke doit rencontrer Caffrey. Durant cette rencontre, Caffrey lui propose un marché : il aide Burke à capturer d'autres criminels comme travail d'intérêt général et sera relâché à la fin de celui-ci. Burke approuve, après quelques hésitations. Un jour après avoir été relâché, Caffrey vit déjà dans une des maisons les plus chères de Manhattan, après avoir convaincu une veuve âgée de le laisser habiter dans sa chambre d'amis. Après avoir réussi sa première mission, Caffrey a prouvé à Burke qu'il va effectivement l'aider et qu'il n'essayera plus de s'enfuir. Toutefois, au même moment, Caffrey recherche toujours sa fiancée, qu'il pense être en danger.

## Distribution

### Acteurs principaux
- Matthew Bomer (VF : Jérémy Bardeau) : Neal Caffrey, spécialiste de l'arnaque et faussaire très intelligent
- Tim DeKay (VF : Pierre Tessier) : agent spécial Peter Burke
- Tiffani-Amber Thiessen (VF : Virginie Méry) : Elizabeth Burke, femme de Peter
- Willie Garson (VF : Georges Caudron) : Mozzie, ami et indic de Neal
- Marsha Thomason (VF : Laura Zichy) : agent spécial Diana Barrigan[1]
- Sharif Atkins (VF : Raphaël Cohen) : agent spécial Clinton Jones

### Acteurs récurrents
- Hilarie Burton (VF : Laura Préjean) : Sara Ellis[2] (5 épisodes)
- Gloria Votsis (VF : Audrey Sablé) : Alex Hunter, receleuse, meilleure amie de Kate et consœur de Neal[2] (5 épisodes)
- Diahann Caroll (VF : Jocelyne Darche) : June[3] (5 épisodes)
- Noah Emmerich (VF : Guillaume Orsat) : agent spécial Garett Fowler (épisode 9)
- James Rebhorn (VF : Stéfan Godin) : agent spécial Reese Hughes, Patron du FBI de Peter (épisodes 10 et 14)
- Alexandra Daddario (VF : Sasha Supera) : Kate Moreau, ex-petite amie de Neal[2] (épisode 11)

### Invités
- Tim Matheson (VF : Bruno Dubernat) : Mr Walker alias « L'Architecte »[3] (épisode 1)
- Robert Farrior (VF : Didier Cherbuy) : Robert Barrow (épisode 2)
- Aidan Quinn (VF : Marc Bretonnière) : professeur George Oswald, spécialisé en criminologie (épisode 3)
- Michael Boatman (VF : Olivier Destrez) : Russel Smith (épisode 3)
- Diane Farr (VF : Rafaèle Moutier) : Gina De Stefano (épisode 4)
- John Larroquette (VF : Philippe Ogouz) : Donovan (épisode 6)
- Michael Filipowich (VF : Sylvain Agaësse) : Abramov (épisode 6)
- Kate Jennings Grant (en) (VF : Armelle Gallaud) : Catherine McMillan (épisode 6)
- Dennis Staroselsky (VF : Nathanel Alimi) : Bernie Buryatskiy (épisode 6)
- Joe Morton (VF : Jean-Paul Pitolin) : Bancroft, directeur du FBI de Hughes (épisode 7)
- Paul Blackthorne (VF : Arnaud Arbessier) : Julian Larssen[2] (épisodes 9 et 10)
- Andrew McCarthy (VF : Guillaume Lebon) : Vincent Adler[2] (épisodes 11 et 16)
- Reggie Lee (VF : Bertrand Liebert) : l'ambassadeur Kyi (épisode 12)
- Billy Dee Williams : Bradford Toman / Ford[2] (épisode 13)
- Adam Goldberg (VF : Luc Boulad) : Jason Lang[2] (épisode 13)
- Ross McCall (VF : Boris Rehlinger) : Matthew Keller[2] (épisode 14)
- Richard Schiff : Andrew Stanzler[2] (épisode 15)

## Liste des épisodes

### Épisode 1:L'Architecte
- États-Unis : 13 juillet 2010 sur USA Network[3]
- France : 
  - 19 avril 2011 sur Série Club
  - 6 août 2011 sur M6[4],[5]
- Suisse : 15 juin 2011 sur TSR1
- Québec : 30 août 2011 sur Séries+
- Belgique : novembre 2011 sur Be Séries[6]

- États-Unis : 4,29 millions de téléspectateurs[7] (première diffusion)
- France : 2,61 millions de téléspectateurs[8] (première diffusion sur M6)

- Tim Matheson (M. Walker alias « l'Architecte »)
- Francie Swift (Renee Simmons)

### Épisode 2:Arnaques et Politique
- États-Unis : 20 juillet 2010 sur USA Network
- France : 
  - 19 avril 2011 sur Série Club
  - 6 août 2011 sur M6[5]
- Suisse : 16 juin 2011 sur TSR1
- Québec : 6 septembre 2011 sur Séries+
- Belgique : sur Be Séries

- États-Unis : 3,96 millions de téléspectateurs[9] (première diffusion)
- France : 2,6 millions de téléspectateurs[8] (première diffusion sur M6)

### Épisode 3:Le Copieur
- États-Unis : 27 juillet 2010 sur USA Network
- France : 
  - 19 avril 2011 sur Série Club
  - 13 août 2011 sur M6[5]
- Suisse : 17 juin 2011 sur TSR1
- Québec : 13 septembre 2011 sur Séries+

- États-Unis : 3,72 millions de téléspectateurs[10] (première diffusion)
- France : 2,11 millions de téléspectateurs[11] (première diffusion sur M6)

- Aidan Quinn (professeur Oswald)

### Épisode 4:Le Craquement d’une brindille
- États-Unis : 3 août 2010 sur USA Network
- France : 
  - 26 avril 2011 sur Série Club
  - 13 août 2011 sur M6[5]
- Suisse : 20 juin 2011 sur TSR1
- Québec : 20 septembre 2011 sur Séries+

- États-Unis : 4,1 millions de téléspectateurs[12] (première diffusion)
- France : 2,28 millions de téléspectateurs[11] (première diffusion sur M6)

- Diane Farr (Gina De Stefano)

### Épisode 5:Les Bons Samouraïs
- États-Unis : 10 août 2010 sur USA Network
- France : 
  - 26 avril 2011 sur Série Club
  - 20 août 2011 sur M6[5]
- Suisse : 21 juin 2011 sur TSR1
- Québec : 27 septembre 2011 sur Séries+

- États-Unis : 4 millions de téléspectateurs[13] (première diffusion)
- France : 2,17 millions de téléspectateurs[14] (première diffusion sur M6)

- Hilarie Burton (Sara Ellis)
- John Pyper-Ferguson (Edgar Halbridge / Steve Price)

### Épisode 6:Coup de poker
- États-Unis : 17 août 2010 sur USA Network
- France : 
  - 3 mai 2011 sur Série Club
  - 20 août 2011 sur M6[5]
- Suisse : 22 juin 2011 sur TSR1
- Québec : 4 octobre 2011 sur Séries+

- États-Unis : 4,48 millions de téléspectateurs[15] (première diffusion)
- France : 2,3 millions de téléspectateurs[14] (première diffusion sur M6)

- Hilarie Burton (Sara Ellis)
- John Larroquette (Donovan)

### Épisode 7: Le Dilemme du prisonnier
- États-Unis : 24 août 2010 sur USA Network
- France : 
  - 10 mai 2011 sur Série Club
  - 20 août 2011 sur M6[5]
- Suisse : 23 juin 2011 sur TSR1
- Québec : 11 octobre 2011 sur Séries+

- États-Unis : 4,6 millions de téléspectateurs[16] (première diffusion)
- France : 2,3 millions de téléspectateurs[14] (première diffusion sur M6)

- Joe Morton (Kyle Bancroft)
- Jeremy Davidson (Jack Franklin)
- Max Martini (John Deckard)
- Shirley Rumierk (Rebecca Vidal)
- Todd Cerveris (Dan)
- Robyn Payne (U.S. Marshal)

### Épisode 8: Nom de code: Ferdinand
- États-Unis : 31 août 2010 sur USA Network
- France : 
  - 10 mai 2011 sur Série Club
  - 27 août 2011 sur M6[5]
- Suisse : 24 juin 2011 sur TSR1
- Québec : 18 octobre 2011 sur Séries+

- États-Unis : 4,44 millions de téléspectateurs[17] (première diffusion)
- France : 2,39 millions de téléspectateurs[18] (première diffusion sur M6)

- Sharif Atkins (Clinton Jones)
- Griffin Dunne (Wesley Kent)
- Renée Elise Goldsberry (Ellen Samuel)
- Nicole Steinwedell (Jessica Breslin)
- Patrick Yeoman (Trent)
- Aaron Lohr (Andrew)

### Épisode 9: Patrick Miller a disparu
- États-Unis : 7 septembre 2010 sur USA Network
- France : 
  - 15 mai 2011 sur Série Club
  - 27 août 2011 sur M6[5]
- Suisse : 27 juin 2011 sur TSR1
- Québec : 25 octobre 2011 sur Séries+

- États-Unis : 4,72 millions de téléspectateurs[19] (première diffusion)
- France : 2,51 millions de téléspectateurs[18] (première diffusion sur M6)

- Paul Blackthorne (VF : Arnaud Arbessier) : Julian Larssen[2]

- La diffusion américaine s'est arrêtée à cet épisode lors de la pause automnale.
- À partir de cet épisode, la diffusion câblée française d'épisodes inédits se poursuit le dimanche après-midi et le mardi soir[20].

### Épisode 10: Les Sept mercenaires
- États-Unis : 18 janvier 2011 sur USA Network[2]
- France : 
  - 22 mai 2011 sur Série Club
  - 27 août 2011 sur M6[5]
- Suisse : 28 juin 2011 sur TSR1
- Québec : 1er novembre 2011 sur Séries+

- États-Unis : 3,81 millions de téléspectateurs[21] (première diffusion)
- France : 2,57 millions de téléspectateurs[18] (première diffusion sur M6)

- Hilarie Burton (Sara Ellis)
- Paul Blackthorne (VF : Arnaud Arbessier) : Julian Larssen[2]

### Épisode 11:Saint-Georges et le Dragon
- États-Unis : 25 janvier 2011 sur USA Network
- France : 
  - 22 mai 2011 sur Série Club
  - 3 septembre 2011 sur M6[5]
- Suisse : 29 juin 2011 sur TSR1
- Québec : 8 novembre 2011 sur Séries+

- États-Unis : 3,9 millions de téléspectateurs[22] (première diffusion)
- France : 2,6 millions de téléspectateurs[23] (première diffusion sur M6)

- Andrew McCarthy (Vincent Adler)
- Alexandra Daddario (VF : Sasha Supera) : Kate Moreau

### Épisode 12:Le Rubis Mandalay
- États-Unis : 1er février 2011 sur USA Network
- France : 
  - 29 mai 2011 sur Série Club
  - 3 septembre 2011 sur M6[5]
- Suisse : 30 juin 2011 sur TSR1
- Québec : 15 novembre 2011 sur Séries+

- États-Unis : 3,46 millions de téléspectateurs[24] (première diffusion)
- France : 2,47 millions de téléspectateurs[23] (première diffusion sur M6)

- Reggie Lee (VF : Bertrand Liebert) : l'ambassadeur Kyi

### Épisode 13:Les vieux escrocs ne meurent jamais
- États-Unis : 8 février 2011 sur USA Network
- France : 
  - 29 mai 2011 sur Série Club
  - 3 septembre 2011 sur M6[5]
- Suisse : 1er juillet 2011 sur TSR1
- Québec : 22 novembre 2011 sur Séries+

- États-Unis : 3,46 millions de téléspectateurs[25] (première diffusion)
- France : 2,35 millions de téléspectateurs[23] (première diffusion sur M6)

- Billy Dee Williams : Bradford Toman / Ford
- Joseph Sikora : Jonas Ganz

### Épisode 14:Pis-Aller
- États-Unis : 22 février 2011 sur USA Network
- France : 
  - 29 mai 2011 sur Série Club
  - 10 septembre 2011 sur M6[5]
- Suisse : 25 juillet 2011 sur TSR1[26]
- Québec : 29 novembre 2011 sur Séries+

- États-Unis : 3,27 millions de téléspectateurs[27] (première diffusion)
- France : 2,77 millions de téléspectateurs[28] (première diffusion sur M6)

- Ross McCall (Matthew Keller)
- Adam Goldberg : Jason Lang

### Épisode 15:Blackout
- États-Unis : 1er mars 2011 sur USA Network
- France : 
  - 29 mai 2011 sur Série Club
  - 10 septembre 2011 sur M6[5]
- Suisse : 26 juillet 2011 sur TSR1[29]
- Québec : 6 décembre 2011 sur Séries+

- États-Unis : 3,3 millions de téléspectateurs[30] (première diffusion)
- France : 2,77 millions de téléspectateurs[28] (première diffusion sur M6)

- Richard Schiff (Andrew Stanzler)
- Cody Horn (Brooke)

### Épisode 16:Le Trésor de Priam
- États-Unis : 8 mars 2011 sur USA Network
- France : 
  - 5 juin 2011 sur Série Club
  - 10 septembre 2011 sur M6[5]
- Suisse : 27 juillet 2011 sur TSR1[31]
- Québec : 13 décembre 2011 sur Séries+

- États-Unis : 3,81 millions de téléspectateurs[32] (première diffusion)
- France : 2,9 millions de téléspectateurs[28] (première diffusion sur M6)

- Andrew McCarthy (Vincent Adler)
- Marsha Thomason (Diana Barrigan)
- Sharif Atkins (Clinton Jones)
- Gloria Votsis (Alex Hunter)
- Christopher Jacot (en) (Teddy Eames)

Andrew McCarthy	Andrew McCarthy	...	Vincent Adler